# Carstensfjella
Die Carstensfjella (norwegisch) ist ein 9 km langes Gebirge an der Kronprinz-Olav-Küste des ostantarktischen Königin-Maud-Lands. Es erstreckt sich vom Kap Begitschew in östlicher Richtung.
Norwegische Wissenschaftler benannten es nach dem norwegischen Polarforscher Carsten Egeberg Borchgrevink (1864–1934), Leiter der Southern-Cross-Expedition (1898–1900).